# بیگانه (مجموعه‌فیلم)
بیگانه (به انگلیسی: Alien) نام مجموعه‌فیلم علمی-تخیلی ترسناک/اکشن چندرسانه‌ای است که توسط استودیو قرن بیستم تهیه و توزیع شده‌است. اولین فیلم آن در سال ۱۹۷۹ به کارگردانی ریدلی اسکات ساخته شده و پس از آن سه دنباله برای آن ساخته شد. الن ریپلی با بازی سیگورنی ویور شخصیت اصلی چهار فیلم نخست این مجموعه است. این مجموعه فیلم همچنین شامل چند رمان، مجله مصور و بازی ویدئویی می‌باشد. 
پس از چهار فیلم نخست، بیگانه علیه غارتگر و بیگانه علیه غارتگر ۲ به عنوان دنباله‌های غیررسمی نخستین فیلم این مجموعه ساخته و توزیع شد. همچنین در سال ۲۰۱۲ ریدلی اسکات فیلم پرومتئوس را ساخت که پیش‌درآمد فیلم های بیگانه بود. او همچنین در سال ۲۰۱۷ بیگانه: کاونانت را که دنباله‌ی پرومتئوس بود ساخت.

## فیلم‌ها

### رسمی
- بیگانه به کارگردانی ریدلی اسکات محصول سال۱۹۷۹
- بیگانه ها به کارگردانی جیمز کامرون محصول سال ۱۹۸۶
- بیگانه ۳ به کارگردانی دیوید فینچر محصول سال ۱۹۹۲
- بیگانه: رستاخیز به کارگردانی ژان-پیر ژونه محصول سال ۱۹۹۷

### غیررسمی
- بیگانه علیه غارتگر به کارگردانی پل دبلیو. اس. اندرسون محصول سال ۲۰۰۴
- بیگانه علیه غارتگر: آمرزش خوانی به کارگردانی برادران استراس محصول سال ۲۰۰۷

### پیش درآمد
- پرومتئوس به کارگردانی ریدلی اسکات محصول سال ۲۰۱۲
- بیگانه: کاونانت به کارگردانی ریدلی اسکات محصول سال ۲۰۱۸

### فیلم مستقل
- بیگانه: رومولوس به کارگردانی فده آلوارز محصول سال  ۲۰۲۴